# Linda Nazar
Linda Faye Nazar OC FRS RSC (* 1957) ist eine kanadische Chemikerin und Professorin an der University of Waterloo, die für ihre Forschung im Bereich der elektrochemischen Energiespeicherung und Festkörper-Elektrochemie bekannt ist.

## Leben
Nazar erwarb ihren Bachelor of Science in Chemie an der University of British Columbia in Vancouver und promovierte an der University of Toronto. Anschließend absolvierte sie ein Postdoktorat bei den Exxon Research Labs in Annandale, New Jersey. An der University of Waterloo ist Nazar als Professorin für Chemie tätig und hält den Senior Canada Research Chair für Festkörper-Energiematerialien. Sie ist Mitglied des Joint Centre for Energy Storage Research in den USA und des BASF Academic Electrochemistry and Battery Network in Deutschland, in dem sie unter anderem mit der Justus-Liebig-Universität Gießen (JLU) kooperiert. Im Oktober 2021 wurde sie zur Liebig-Professorin an der JLU ernannt, um die bestehende Zusammenarbeit zu vertiefen und die Forschung zu Materialien für Batterien der nächsten Generation zu unterstützen.

## Wirken
Nazars Forschungsgebiet umfasst Lithium-Ionen-Batterien, Festkörper-Ionik und Materialien für Batterien der nächsten Generation. Sie gilt als eine weltweit anerkannte Expertin für die Entwicklung neuer Festelektrolyte und leistete wesentliche Beiträge zur Lösung wichtiger Probleme im Zusammenhang mit nachhaltiger Energiespeicherung. Neben ihrer Forschungsarbeit entwickelt Nazar Techniken zur Charakterisierung von Batteriematerialien auf atomarer und molekularer Ebene, um das Verständnis von Materialverhalten und -abbau zu vertiefen. Sie engagiert sich für die Entwicklung von Festkörperbatterien zur Verbesserung der Sicherheit und Leistungsfähigkeit von Batterien.

## Auszeichnungen
Im August 2024 wurde Nazar von der Royal Society im Vereinigten Königreich mit der Hughes-Medaille ausgezeichnet. Die Medaille wurde ihr „für ihre grundlegenden Beiträge auf dem Gebiet der Festkörper-Elektrochemie und elektrochemischen Energiespeicherung“ verliehen. Sie ist zudem Officer of the Order of Canada und erhielt zahlreiche internationale Auszeichnungen, darunter den Battery Research Award der Electrochemical Society und die August-Wilhelm-von-Hofmann-Lecture der Gesellschaft Deutscher Chemiker. Nazar wird zu den meistzitierten Forschern ihres Fachgebietes gezählt.